# Хронология войны в Донбассе (2020)
Данная статья является частью хронологии войны на Донбассе и описывает события, произошедшие в 2020 году.

## Хронология
- 5—9 января — путешествие Владимира Зеленского в Оман (будь то частное или официальное), где он, по мнению украинских оппозиционных СМИ, имел тайную встречу с представителем президента России Владимира Путина (секретарем Совбеза РФ Николаем Патрушевым) и определенные договоренности[1].
- С 10 января наблюдалось обострение ситуации в ЛНР на фронте на направлении Первомайск — Кировск. Отмечалась серьёзная эскалация боевых действий и увеличение количества артобстрелов города Кировск, посёлка Голубовский и района Бахмутки. Позиции формирований ЛНР обстреливались из миномётов, гранатомётов и БМП, велись интенсивные стрелковые бои. Украинские СМИ заявляли, что «правительственным войскам удалось продвинуться вперёд, заняв новые позиции». Сообщалось, что наиболее интенсивные бои идут в районе населённых пунктов Золотое-4, Орехово, Голубовское и Желобок.
- 17 января — Украина, Россия и повстанческие республики договорились в Минске о новом участке разведения войск в районе Гнутово[2].
- 29 февраля — источники в пресс-центре объединенных сил Украины сообщили об эскалации боевых действий на востоке Украины, где пророссийские силы 19 раз атаковали украинские позиции. Трое украинских военных получили ранения[3]. В ДНР накануне зафиксировали 22 нарушения украинцами режима прекращения огня в 11 различных местах. Украинские военные применяли стрелковое оружие, крупнокалиберные пулеметы, противотанковые гранатометы, 73-мм противотанковые безоткатные орудия, 82-мм минометы, 120-мм минометы, бронетранспортеры и боевые бронированные машины[4].
- 10 марта — по данным штаба объединенных сил Украины, пророссийские силы нанесли 17 ударов по украинским позициям. Подтверждена гибель троих украинских военнослужащих: двое в результате взрыва противотанковой управляемой ракеты возле Песков и еще один в результате минометного обстрела. Девять военнослужащих получили ранения[5].
- 27 марта — Главнокомандующим Вооруженных сил Украины стал Руслан Хомчак; начальником Генерального штаба ВСУ стал Сергей Корнийчук[6]. Пресс-секретарь армии Донецкой Народной Республики Эдуард Басурин сообщил, что за последнюю неделю украинские военные 55 раз нарушили режим прекращения огня. Украинская армия обстреляла 18 населенных пунктов и произвела 136 выстрелов из 82-мм и 120-мм минометов, 185 пусков гранат из различных систем вооружения и одну противотанковую управляемую ракету. Четверо мирных жителей и гражданский представитель Объединенного центра контроля и координации (СЦКК) получили ранения, 16 жилых домов получили повреждения[7] .
- 9 апреля — в посёлке Широкая балка в пригородах Горловки погибла 25-летняя жительница города Мирослава Воронцова. По заверениям властей ДНР, она погибла после атаки беспилотника ВСУ[8]. Украинские власти это отрицали и были уверены, что это кровавая провокация самих властей ДНР[9].
- 10 апреля — Штаб Операции объединенных сил Украины зафиксировал нарушений перемирия со стороны ЛНР и ДНР, один украинский военнослужащий ранен[10].
- 16 апреля — обмен пленными. Украина передала 14 заключенных из ЛДНР в обмен на 20 украинцев, удерживаемых непризнанными республиками. Только двое из них были военнослужащими[11].
- 25 апреля — пресс-центр ООС зафиксировал 16 нарушений режима прекращения огня со стороны ЛДНР. В бою был ранен один украинский военнослужащий[12].
- 18 мая министр иностранных дел Украины Дмитрий Кулеба заявил что у Украины есть «План Б» на случай, если в течение года не будет мирно урегулирован конфликт и готовности к полной ликвидации Донбасса[13][14].
- 20 мая — командование медицинских войск ВСУ сообщило о 45 случаях заболевания COVID-19 среди своих военнослужащих. Всего на сегодняшний день изолировано 143 украинских военнослужащих.[15].
- 20 мая глава ЛНР Леонид Пасечник заявил, что вооружённые формирования «народной милиции» приведены в «полную боевую готовность» и готовы «отодвинуть линию соприкосновения» между ВСУ и неподконтрольными территориями в связи с «провокационными обстрелами важнейших объектов инфраструктуры»[16]. Представители Украины в ТКГ назвали обвинения провокационными и безосновательными, а также предложили созвать внеочередное консультации рабочей группы ТГК для обсуждения ситуации[17].
- 24 июня — министр обороны Украины подтвердил, что украинская армия получила партию противотанковых ракет Javelin из США в рамках контракта, подписанного с США в декабре 2019 года[18].
- 27 июня — по данным Командования объединенных сил Украины, было совершено 12 нарушений режима прекращения огня со стороны ЛДНР. В восточной зоне боевых действий пророссийские силы обстреляли украинские позиции у Авдеевки из крупнокалиберных пулеметов, противотанковых гранатометов, 82-мм минометов, 120-мм минометов и 122-мм самоходных артиллерийских установок. В районе Мариуполя Гранитное стало целью обстрелов 82-мм минометов и противотанковых управляемых ракет. Украинские позиции в Марьинке подверглись обстрелу из автоматических гранатометов. На Северном фронте также обстреляли Светлодарск из 73-мм противотанковых безоткатных орудий. В результате от полученных ранений погиб один украинский военнослужащий, еще трое получили ранения. Позже в тот же день еще один украинский военнослужащий был ранен в Марьинке, наступив на противопехотную мину[19][20].
- 13 июля — при согласованной с властями ДНР попытке эвакуировать тело погибшего от подрыва на мине в "серой" зоне бойца ВСУ Дмитрия Красногрудя было совершено нападение на эвакуационную группу, в результате чего погибли еще два бойца: военный медик Николай Ильин и десантник Ярослав Журавель (последний получил сильные ранения и умер из-за того, что не был вовремя эвакуирован)[21].
- 22 июля — воюющие стороны договорились о новом режиме прекращении огня в Минске. Вступил в силу 27 июля[22].
- 30 июля — первый президент Украины, Леонид Кравчук назначен официальным представителем украинской стороны в ТКГ[23].
- 31 июля — согласно информации, предоставленной пресс-центром ООС утром пророссийские силы четыре раза открывали огонь по украинским позициям. Большинство инцидентов было связано с применением стрелкового оружия и автоматических гранатометов, пусковых установок в районе сел Южное, Водяное и Луганское[24].
- 3 октября — Пресс-центр ООС зафиксировал пять нарушений режима прекращения огня со стороны ЛДНР. В восточном районе боевых действий Водяное и Марьинка подверглись обстрелу из стрелкового оружия и противотанковых ракет. Новоселовка стала целью обстрелов из различных гранатометных комплексов, как и Причепиловка на северном фронте. В этом районе украинские военные подверглись обстрелу из стрелкового оружия в районе населенного пункта Майорск[25].
- 8 октября — в ДНР сообщили, что украинские силы выпустили две противотанковые управляемые ракеты по району Донецкого аэропорта, что стало первым применением этого оружия после установления режима прекращения огня 27 июля[26].
- 24 октября — в результате ДТП в Луганске погиб командир одного из батальонов бригады «Призрак» — Алексей Марков (позывной «Добрый»)[27].
- 3 ноября — апелляционный суд в Милане (Италия) оправдал и выпустил на свободу нацгвардейца Виталия Маркива, которого ранее арестовали и обвинили в убийстве итальянского журналиста под Славянском в мае 2014 г.[28]
- 6 ноября — пресс-центр объединенных сил Украины сообщил об атаках войск ЛНР и ДНР на их позиции. Большинство инцидентов произошло в восточной зоне боевых действий, где украинские позиции в Старогнатовке, Водяном и Авдеевке подверглись обстрелу со стороны пророссийских сил из крупнокалиберных пулеметов, различных гранатометных систем и 82-мм минометов. Попасная на северном фронте подверглась обстрелу из крупнокалиберных пулеметов и вооруженных беспилотников. Украинский военнослужащий был ранен, когда в его окоп попала граната ВОГ-17, выпущенная из БПЛА[29].
- 11 декабря появилось сообщение, что Международный уголовный суд завершил предварительное изучение событий в Украине, связанных с международным вооруженным конфликтом в Донбассе и в Крыму[30].